# Club Atlético Peñarol 2022
Questa voce raccoglie le informazioni riguardanti il Club Atlético Peñarol nelle competizioni ufficiali della stagione 2022.

## Stagione
La squadra allenata da Mauricio Larriera vince la supercoppa uruguaiana, per 1-0 ai tempi supplementari contro il Plaza Colonia. Il 26 maggio la squadra viene eliminata dalla Coppa Libertadores durante la fase a gironi. Il 2 agosto l'allenatore Larriera rassegna le proprie dimissioni e viene sostituito con l'ex calciatore carbonero Leonardo Ramos. Il Peñarol chiude il campionato al sesto posto nella classifica annuale, qualificandosi in Coppa Sudamericana. Il 3 novembre si conclude con le semifinali di Coppa Uruguay una delle peggiori stagioni del Peñarol, eliminato ai rigori dal La Luz, squadra militante in Segunda División, con gravi contestazioni da parte dei sostenitori.

## Maglie e sponsor
Lo sponsor ufficiale è Antel, mentre quello tecnico è Puma.
| Casa | Trasferta | Terza maglia | Portiere 1 | Portiere 2 | Portiere 3 |
| --- | --- | --- | --- | --- | --- |
| Manica sinistra · Manica sinistra · Maglietta · Maglietta · Manica destra · Manica destra · Pantaloncini · Pantaloncini · Calzettoni · Calzettoni | Manica sinistra · Manica sinistra · Maglietta · Maglietta · Manica destra · Manica destra · Pantaloncini · Pantaloncini · Calzettoni · Calzettoni | Manica sinistra · Manica sinistra · Maglietta · Maglietta · Manica destra · Manica destra · Pantaloncini · Pantaloncini · Calzettoni · Calzettoni | Manica sinistra · Manica sinistra · Maglietta · Maglietta · Manica destra · Manica destra · Pantaloncini · Pantaloncini · Calzettoni · Calzettoni | Manica sinistra · Manica sinistra · Maglietta · Maglietta · Manica destra · Manica destra · Pantaloncini · Pantaloncini · Calzettoni · Calzettoni | Manica sinistra · Manica sinistra · Maglietta · Maglietta · Manica destra · Manica destra · Pantaloncini · Pantaloncini · Calzettoni · Calzettoni |

## Rosa
| N. |                      | Ruolo | Calciatore                   |
| -- | -------------------- | ----- | ---------------------------- |
| 1  | Brasile (bandiera)   | P     | Neto Volpi                   |
| 2  | Uruguay (bandiera)   | D     | Edgar Elizalde               |
| 2  | Uruguay (bandiera)   | D     | Yonatthan Rak                |
| 3  | Uruguay (bandiera)   | D     | Hernán Menosse               |
| 4  | Uruguay (bandiera)   | D     | Agustín Da Silveira          |
| 5  | Argentina (bandiera) | C     | Damián Musto                 |
| 5  | Uruguay (bandiera)   | C     | Sebastián Cristóforo         |
| 6  | Uruguay (bandiera)   | C     | Rodrigo Saravia              |
| 7  | Uruguay (bandiera)   | A     | Cristian Olivera             |
| 7  | Uruguay (bandiera)   | C     | Brian Lozano                 |
| 8  | Uruguay (bandiera)   | C     | Pablo Ceppelini              |
| 9  | Uruguay (bandiera)   | A     | Brian Mansilla               |
| 10 | Uruguay (bandiera)   | A     | Alejo Cruz                   |
| 10 | Uruguay (bandiera)   | A     | Kevin Méndez                 |
| 11 | Uruguay (bandiera)   | A     | Rúben Bentancourt            |
| 12 | Uruguay (bandiera)   | P     | Kevin Dawson (vice capitano) |
| 13 | Uruguay (bandiera)   | D     | Matías Aguirregaray          |
| 14 | Uruguay (bandiera)   | A     | Nicolás Rossi                |
| 15 | Uruguay (bandiera)   | D     | Ezequiel Busquets            |
| 16 | Uruguay (bandiera)   | C     | Nicolás Milesi               |
| 16 | Uruguay (bandiera)   | A     | Sergio Núñez                 |

| N. |                      | Ruolo | Calciatore                |
| -- | -------------------- | ----- | ------------------------- |
| 17 | Uruguay (bandiera)   | D     | Valentín Rodríguez        |
| 18 | Uruguay (bandiera)   | C     | Agustín Álvarez Wallace   |
| 19 | Uruguay (bandiera)   | A     | Agustín Álvarez Martínez  |
| 19 | Colombia (bandiera)  | C     | Billy Arce                |
| 20 | Uruguay (bandiera)   | C     | Bryan Olivera             |
| 21 | Uruguay (bandiera)   | D     | Ramón Arias               |
| 22 | Uruguay (bandiera)   | D     | Juan Ramos                |
| 23 | Uruguay (bandiera)   | C     | Walter Gargano (capitano) |
| 24 | Uruguay (bandiera)   | D     | Jairo O'Neill             |
| 25 | Uruguay (bandiera)   | C     | Ignacio Laquintana        |
| 26 | Uruguay (bandiera)   | C     | Matías de los Santos      |
| 27 | Uruguay (bandiera)   | D     | Pedro Milans              |
| 28 | Argentina (bandiera) | A     | Lucas Viatri              |
| 29 | Uruguay (bandiera)   | A     | Máximo Alonso             |
| 30 | Uruguay (bandiera)   | D     | Pablo López               |
| 31 | Uruguay (bandiera)   | D     | Facundo Bonifazi          |
| 32 | Argentina (bandiera) | A     | Hernán Rivero             |
| 33 | Argentina (bandiera) | A     | Federico Carrizo          |
| 36 | Uruguay (bandiera)   | P     | Thiago Cardozo            |
| 40 | Uruguay (bandiera)   | D     | Matías González           |

## Risultati

### Primera División

#### Apertura
| Arbitro: | González |

|          |           |  |
| Vega 83’ | Marcatori |  |

| Arbitro: | Matonte |

|  |           |            |
|  | Marcatori | 21’ Balboa |

| Arbitro: | Ferreyra |

|                |           |               |
| Callorda 45+1’ | Marcatori | 12’ Ceppelini |

| Arbitro: | González |

|                      |           |  |
| Ceppelini 31’ (rig.) | Marcatori |  |

| Arbitro: | Tejera |

|  |           |                          |
|  | Marcatori | 90+5’ (rig.) Bentancourt |

| Arbitro: | Burgos |

|           |           |            |
| Ramos 19’ | Marcatori | 68’ Borges |

| Paysandú 1º aprile 2022, ore 20:00 UTC-3 7º giornata | Rentistas | 0 – 0 referto | Peñarol | Stadio Parque Artigas (21 500 spett.)\| Arbitro: \| Ostojich \| |
| Arbitro:                                             | Ostojich  |               |         |                                                                 |

| Arbitro: | González |

|                                |           |            |
| Ceppelini 52’ Laquintana 90+6’ | Marcatori | 71’ Medina |

| Montevideo 17 aprile 2022, ore 20:00 UTC-3 9º giornata | Cerrito | 0 – 0 referto | Peñarol | Stadio del Centenario (15 000 spett.)\| Arbitro: \| García \| |
| Arbitro:                                               | García  |               |         |                                                               |

| Arbitro: | Cunha |

|  |           |                 |
|  | Marcatori | 60’ Á. Martínez |

| Arbitro: | Ostojich |

|                        |           |  |
| Ceppelini 45+2’ (rig.) | Marcatori |  |

| Arbitro: | Ferreyra |

|  |           |                      |
|  | Marcatori | 18’ (rig.) Ceppelini |

| Arbitro: | Ostojich |

|            |           |  |
| Viatri 12’ | Marcatori |  |

| Montevideo 29 maggio 2022, ore 20:00 UTC-3 14º giornata | River Plate (M) | 0 – 0 referto | Peñarol | Stadio Omar Saroldi (3 900 spett.)\| Arbitro: \| Burgos \| |
| Arbitro:                                                | Burgos          |               |         |                                                            |

| Arbitro: | González |

|  |           |           |
|  | Marcatori | 88’ Tizón |

#### Intermedio
| Arbitro: | De Armas |

|                    |           |                        |
| Ramos 90+4’ (rig.) | Marcatori | 45’ Pereira 68’ Nicola |

| Arbitro: | Ostojich |

|                  |           |                                                     |
| Arias 76’ (aut.) | Marcatori | 60’ Bentancourt 74’ Laquintana 88’ (rig.) Ceppelini |

| Arbitro: | Tejera |

|  |           |                 |
|  | Marcatori | 84’ P. González |

| Montevideo 11 luglio 2022, ore 16:00 UTC-3 Gruppo A – 4ª giornata | Peñarol | 0 – 0 referto | Fénix | Stadio Campeón del Siglo (4 586 spett.)\| Arbitro: \| Matonte \| |
| Arbitro:                                                          | Matonte |               |       |                                                                  |

| Arbitro: | Ostojich |

|                                      |           |                             |
| Bravo 41’ Hernández 58’ Santurio 69’ | Marcatori | 33’, 48’, 90+5’ Bentancourt |

| Arbitro: | González |

|                  |           |                                      |
| Neris 62’ (rig.) | Marcatori | 26’ Ramos 76’ Laquintana 86’ Saravia |

| Arbitro: | García |

|                                  |           |  |
| Rossi 69’ Bentancourt 78’ (rig.) | Marcatori |  |

#### Clausura
| Arbitro: | Cunha |

|  |           |                   |
|  | Marcatori | 90+5’ (rig.) Vega |

| Arbitro: | Matonte |

|                      |           |                                    |
| Balboa 61’ Mallo 69’ | Marcatori | 4’ Méndez 48’ Laquintana 71’ Ramos |

| Arbitro: | Feres |

|                                   |           |  |
| Pizzorno 48’ (aut.), 90+4’ (aut.) | Marcatori |  |

| Arbitro: | González |

|                   |           |         |
| Viatri 70’ (aut.) | Marcatori | 47’ Rak |

| Arbitro: | Ostojich |

|            |           |         |
| Lozano 68’ | Marcatori | 30’ May |

| Arbitro: | Matonte |

|                                    |           |            |
| Laborda 45’ Suárez 52’ Cándido 75’ | Marcatori | 61’ Méndez |

| Arbitro: | Feres |

|                 |           |                      |
| Viatri 68’, 80’ | Marcatori | 6’ Acevedo 60’ Acuña |

| Arbitro: | Ostojich |

|  |           |              |
|  | Marcatori | 89’ Mansilla |

| Arbitro: | Motta |

|                                                   |           |             |
| Bentancourt 22’ (rig.), 90+2’ (rig.) Busquets 59’ | Marcatori | 26’ Scarone |

| Arbitro: | García |

|  |           |                |
|  | Marcatori | 89’ Palavecino |

| Arbitro: | Feres |

|  |           |                          |
|  | Marcatori | 13’ Rak 90+2’ Laquintana |

| Arbitro: | Ferreyra |

|  |           |             |
|  | Marcatori | 35’ Mederos |

| Montevideo 13 ottobre 2022, ore 19:45 UTC-3 13ª giornata | Boston River | 2 – 1 Sospesa al minuto 87 referto | Peñarol | Stadio Parque Alfredo Victor Viera (6 000 spett.)\| Arbitro: \| González \| |
| Arbitro:                                                 | González     |                                    |         |                                                                             |

| Arbitro: | Matonte |

|                        |           |               |
| Bentancourt 64’ (rig.) | Marcatori | 11’ Cristóbal |

| Arbitro: | De Armas |

|  |           |                        |
|  | Marcatori | 37’ Saravia 70’ Méndez |

### Copa Uruguaya
| Arbitro: | Sacarelo |

|  |           |                       |
|  | Marcatori | 53’ Menosse 64’ Núñez |

| Arbitro: | Fuentes |

|                                                            |                      |                                                                |
| Bentancourt Rak Aguirregaray Ramos Viatri Álvarez Mansilla | Tiri di rigore 4 – 3 | Alberti Viega E. Rodríguez Fernández B. Olivera Corbo Torrejón |

| Arbitro: | De Armas |

|  |           |            |
|  | Marcatori | 50’ Milans |

| Arbitro: | Motta |

|             |           |  |
| Menosse 59’ | Marcatori |  |

| Arbitro: | Tejera |

|                                           |                      |                                     |
| P. Silva 86’ (rig.)                       | Marcatori            |                                     |
| L. Méndez Viera Cardozo Castillo Martínez | Tiri di rigore 4 – 3 | Lozano K. Méndez Viatri Bentancourt |

### Coppa Libertadores

#### Fase a gironi
| Arbitro: | Sampaio |

|                             |           |               |
| L. Rodríguez 31’ Farías 90’ | Marcatori | 69’ Ceppelini |

| Arbitro: | Claus |

|                             |           |                 |
| Ramos 45+2’ Bentancourt 49’ | Marcatori | 80’ W. González |

| Arbitro: | Roldán |

|               |           |  |
| Cardozo 45+1’ | Marcatori |  |

| Arbitro: | Daronco |

|             |           |  |
| Salcedo 33’ | Marcatori |  |

| Montevideo 18 maggio 2022, ore 21:30 UTC-3 Gruppo G – 5º giornata | Peñarol | 0 – 0 referto | Cerro Porteño | Stadio Campeón del Siglo\| Arbitro: \| Sampaio \| |
| Arbitro:                                                          | Sampaio |               |               |                                                   |

| Arbitro: | Daronco |

|                             |           |            |
| Ceppelini 48’ Menosse 90+7’ | Marcatori | 32’ Farías |

### Supercopa Uruguaya
| Arbitro: | Matonte |

|                     |           |  |
| Ayala 120+4’ (aut.) | Marcatori |  |

## Statistiche

### Statistiche di squadra
| Competizione       | Punti | Totale | Totale | Totale | Totale | Totale | Totale | DR  |
| Competizione       | Punti | G      | V      | N      | P      | Gf     | Gs     | DR  |
| ------------------ | ----- | ------ | ------ | ------ | ------ | ------ | ------ | --- |
| Primera División   | 59    | 36     | 16     | 11     | 9      | 41     | 28     | +13 |
| Copa Uruguaya      | -     | 4      | 3      | 1      | 0      | 4      | 0      | +4  |
| Coppa Libertadores | 7     | 6      | 2      | 1      | 3      | 5      | 6      | -1  |
| Supercopa Uruguaya | -     | 1      | 1      | 0      | 0      | 1      | 0      | +1  |
| Totale             | -     | 47     | 22     | 13     | 12     | 51     | 34     | +17 |